# الینهارست (جورجیا)
الینهارست، جورجیا (به انگلیسی: Allenhurst, Georgia) یک منطقهٔ مسکونی در ایالات متحده آمریکا است که در جورجیا واقع شده‌است.

## خصوصیات
الینهارست ۲٫۹ کیلومترمربع مساحت و ۶۹۵ نفر جمعیت دارد و ۱۸ متر بالاتر از سطح دریا واقع شده‌است.